# كباتن الزعتري
كباتن الزعتري فيلم وثائقي مصري إنتاج 2020 من إخراج المصري علي العربي تم تصويره في الأردن وقطر، حصد الفيلم جائزتين وترشح لـ 15 جائزة ورك في 82 مهرجانًا سينمائيًا دوليًاا، ووصل للقائمة الطويلة المتنافسة على جائزة أفضل فيلم وثائقي في جائزة الأوسكار. وعرض الفيلم لأول مرة في مهرجان صندانس السينمائي.
وهو فيلم من إنتاج شركة Ambient Light المصرية. تتولي Dog Woof التوزيع الدولي للفيلم، بينما تتولى Film Clinic Indie Distribution التوزيع في الشرق الأوسط وشمال أفريقيا. أمضى مخرج ومنتج الفيلم 8 سنوات في العمل على الفيلم.

## قصة الفيلم
تدور أحداث الفيلم حول لاجئين في مخيم الزعتري بالأردن يحلمان بأن يكونا لاعبا كرة قدم محترفين بالرغم عدم توفر مساحة اممارسة كرة القدم، ولكن تزور أكاديمية أسباير المكان، لكي تتيح لهما تحقيق الحلم.

## الجوائز والترشيحات

### الجوائز
- جائزة لجنة التحكيم الخاصة لأفضل فيلم عالمي وثائقي وطويل من مهرجان: هوت سبرينغز، للأفلام الوثائقية.[4]

- جائزة نجمة الجونة الذهبية في دورته الخامسة لأفضل فيلم عربي وثائقي طويل من مهرجان الجونة السينمائي.[5]

- جائزة هلال لأفضل فيلم طويل من مهرجان أجيال السينمائي في دورته التاسعة، وباختيار اللجنة المنظمة لكأس العالم 2022.[6]

### الترشيحات
- حصد المركز الثاني من مجلة فرايتي المتخصصة في عالم السينما من ضمن قائمة لأفضل 15 فيلماً، عرضت في مهرجان صندانس.[7]
- رشح لجائزة أفضل فيلم وثائقي من مهرجان منيابولس سانت بول السينمائي الدولي 2021.[8]
- رشح لجائزة جولدن سانت جورج عن فئة أفضل فيلم في مسابقة الأفلام الوثائقية من مهرجان موسكو السينمائي الدولي 2021.[8]
- رشح لجائزة البوابة الذهبية عن فئة أفضل فيلم في مسابقة الأفلام الوثائقية من مهرجان سان فرانسيسكو السينمائي 2021.[9]
- رشح لجائزة مسابقة الأفلام الوثائقية في مسابقة الأفلام الوثائقية من مهرجان سياتل السينمائي الدولي 2021.[9]
- رشح لجائزة المخرجين الجدد في مسابقة الأفلام الوثائقية عن فئة أفضل فيلم من مهرجان ساو باولو السينمائي الدولي 2021.[8]

## مشاركات
شارك الفيلم في 82 مهرجانًا سينمائيًا دوليًا من بينهم مهرجان رؤى الواقع، ومهرجان أفلام حقوق الإنسان في برلين، ومهرجان كوبنهاجن للأفلام الوثائقية، ومهرجان موسكو، ومهرجان صندانس، ومهرجان أيام قرطاج السينمائية، ومهرجان ساو باولو السينمائي.